# Forces aèries

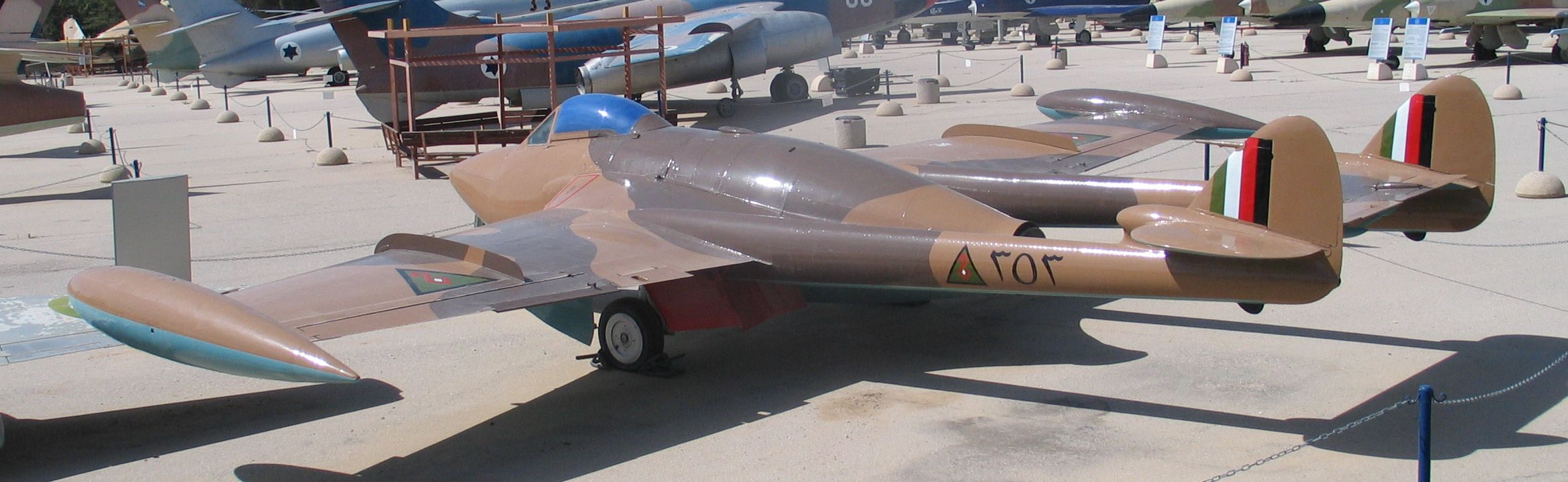
De Havilland Venom de les Forces Aèries Iraquianes.

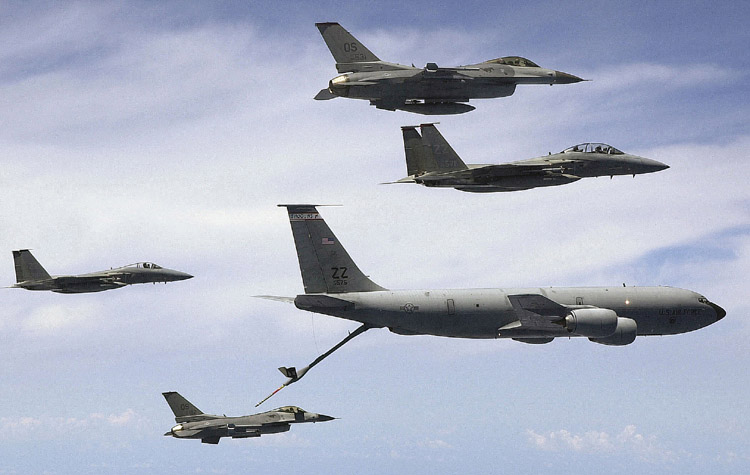
Quatre caces i un avió d'abastament de la USAF en un aoperació d'abastament en vol

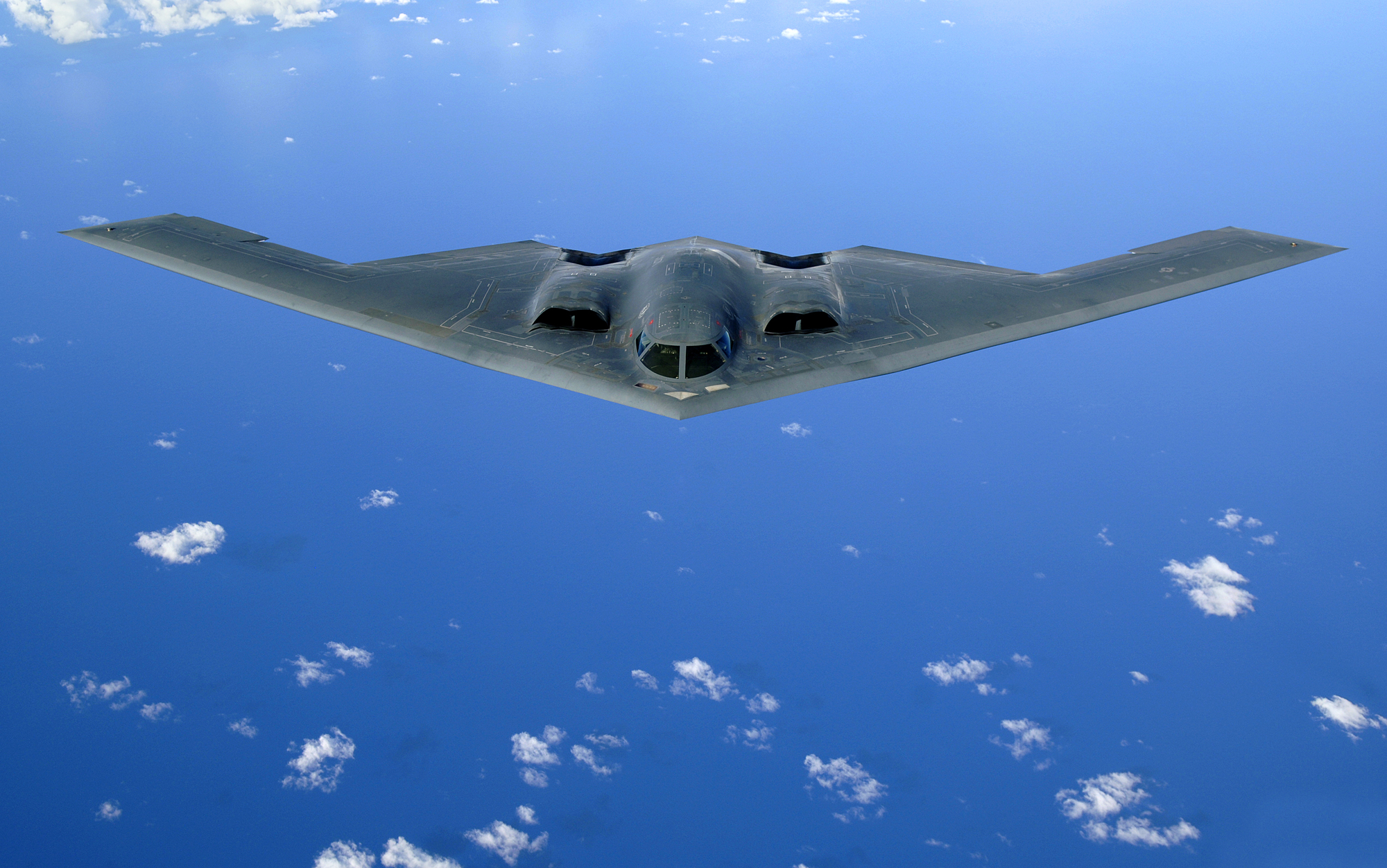
Bombarder estratègic B-2 Spirit

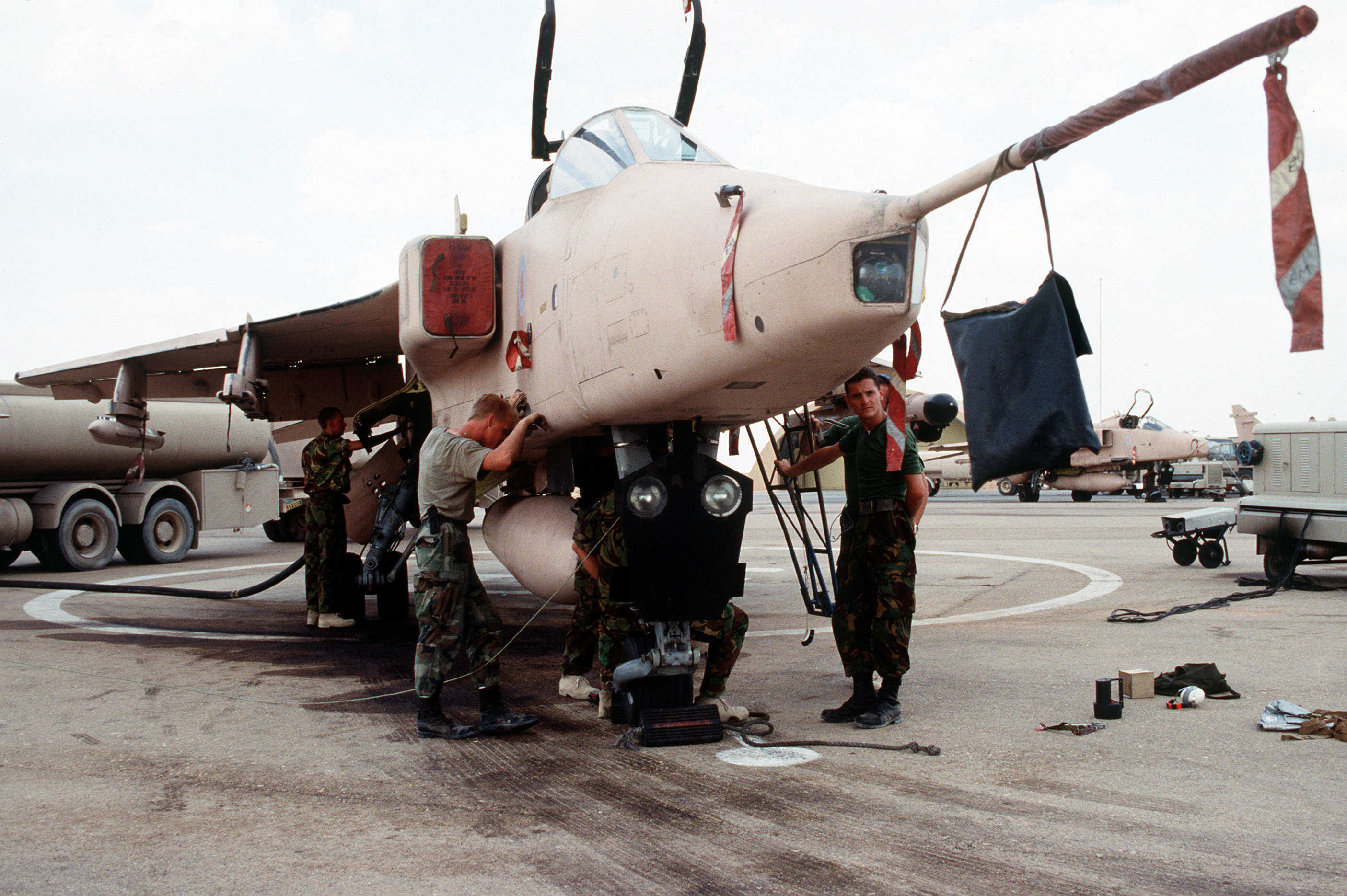
Recàrrega d'un Jaguar GR1 de la Royal Air Force (1991)

Les forces aèries són el component de les forces armades, independent de l'exèrcit i de l'armada i de rang igual que aquests, que realitza principalment la guerra aèria Normalment, les forces aèries són responsables d'aconseguir el control de l'aire, dur a terme missions de bombardeig estratègic i tàctic i proporcionar suport a les forces terrestres i navals sovint en forma de reconeixement aeri i suport aeri proper.
El terme força aèria també pot referir-se a una força aèria tàctica o una força aèria numerada, que és una formació operativa dins d'una força aèria nacional o que inclou diversos components aeris de nacions aliades. Les forces aèries solen estar formades per una combinació de caces, bombarders, helicòpters, avions de transport i altres avions.
Moltes forces aèries poden comandar i controlar altres actius de les forces de defensa aèria, com ara artilleria antiaèria, míssils terra-aire o xarxes d'advertència de míssils antibalístics i sistemes defensius. Algunes forces aèries també són responsables de les operacions de l'espai militar i dels míssils balístics intercontinentals (ICBM). Algunes nacions, principalment països que van modelar els seus militars seguint les línies soviètiques, tenen o tenien una força de defensa aèria que està organitzadament separada de la seva força aèria.
Les activitats de pau i no de guerra de les forces aèries poden incloure la policia aèria i el rescat aeri-marí.
Les forces aèries no només estan formades per pilots, sinó que també depenen d'una quantitat significativa de suport d'altres personals per operar. Totes les forces aèries requereixen logística, seguretat, intel·ligència, operacions especials, suport a l'espai cibernètic, manteniment, carregadors d'armes i moltes altres especialitats.

## Història

### Avions militars més pesats que l'aire
La primera força d'aviació del món va ser l'Aviation Militaire de l'exèrcit francès formada el 1910, que finalment es va convertir en l'Armée de l'Air.] El 1911, durant la guerra italo-turca, Itàlia va emprar avions per primera vegada al món per a missions de reconeixement i bombardeig contra posicions turques al territori de libi. La guerra italo-turca de 1911-1912 va ser la primera de la història que va comptar amb atacs aeris d'avions i dirigibles. Durant la Primera Guerra Mundial França, Alemanya, Itàlia, l'Imperi Britànic i l'Imperi Otomà tots posseïen forces importants de bombarders i caces. La Primera Guerra Mundial també va veure l'aparició d' alts comandants que dirigien la guerra aèria i nombrosos asos de l'aviació.

### Forces aèries independents
Una força aèria independent és aquella que és una branca separada de les forces armades d'una nació i, almenys nominalment, es tracta com un servei militar a l'igual que els serveis més antics com ara marines o exèrcits.
La Royal Air Force britànica va ser la primera força aèria independent del món. La RAF va ser fundada l'1 d'abril de 1918 per la fusió del Royal Flying Corps de l'exèrcit britànic i el Royal Naval Air Service. En els seus inicis, la RAF constava de més de 20.000 avions. Estava comandada per un  cap de l'Estat Major de l'Aire amb el rang de major general i estava governada pel seu propi ministeri del govern (el Ministeri de l'Aire).
Es podria dir que la Força Aèria Finlandesa va ser la primera força aèria independent del món, formada el 6 de març de 1918, quan el comte suec Eric von Rosen va donar a Finlàndia el segon avió, un a Thulin Typ D. Alguns consideraven que la Força Aèria Finlandesa no existia oficialment durant la Guerra Civil Finlandesa, i la  Guàrdia Roja tenia la seva pròpia força aèria.
Fora de l'Imperi Britànic, la Reial Força Aèria Italiana es va fundar el 1923, la Força Aèria Romanesa es va establir com a categoria de força l'1 de gener de 1924, la Força Aèria Finlandesa es va establir com a servei separat el 4 de maig de 1928, la Força Aèria Xilena es va fundar el 1930 i la Força Aèria Brasilera es va crear el 1941. Tant la Força Aèria dels Estats Units com la Força Aèria de Filipines es van formar com a branques separades de les seves respectives forces armades el 1947, igual que la Força Aèria Argentina el 1945. La Força Aèria Israeliana va néixer amb l'Estat d'Israel el 18 de maig de 1948, però va evolucionar a partir del preexistent Sherut Avir (Servei Aeri) del Haganà. La Força d'Autodefensa Aèria del Japó no es va establir fins al 1954; a la Segona Guerra Mundial l'aviació militar japonesa havia estat realitzada per l'Exèrcit i la Marina. A diferència de tots aquests països, la Força Aèria Mexicana continua sent una part integrant de l'exèrcit mexicà.

### Les guerres mundials

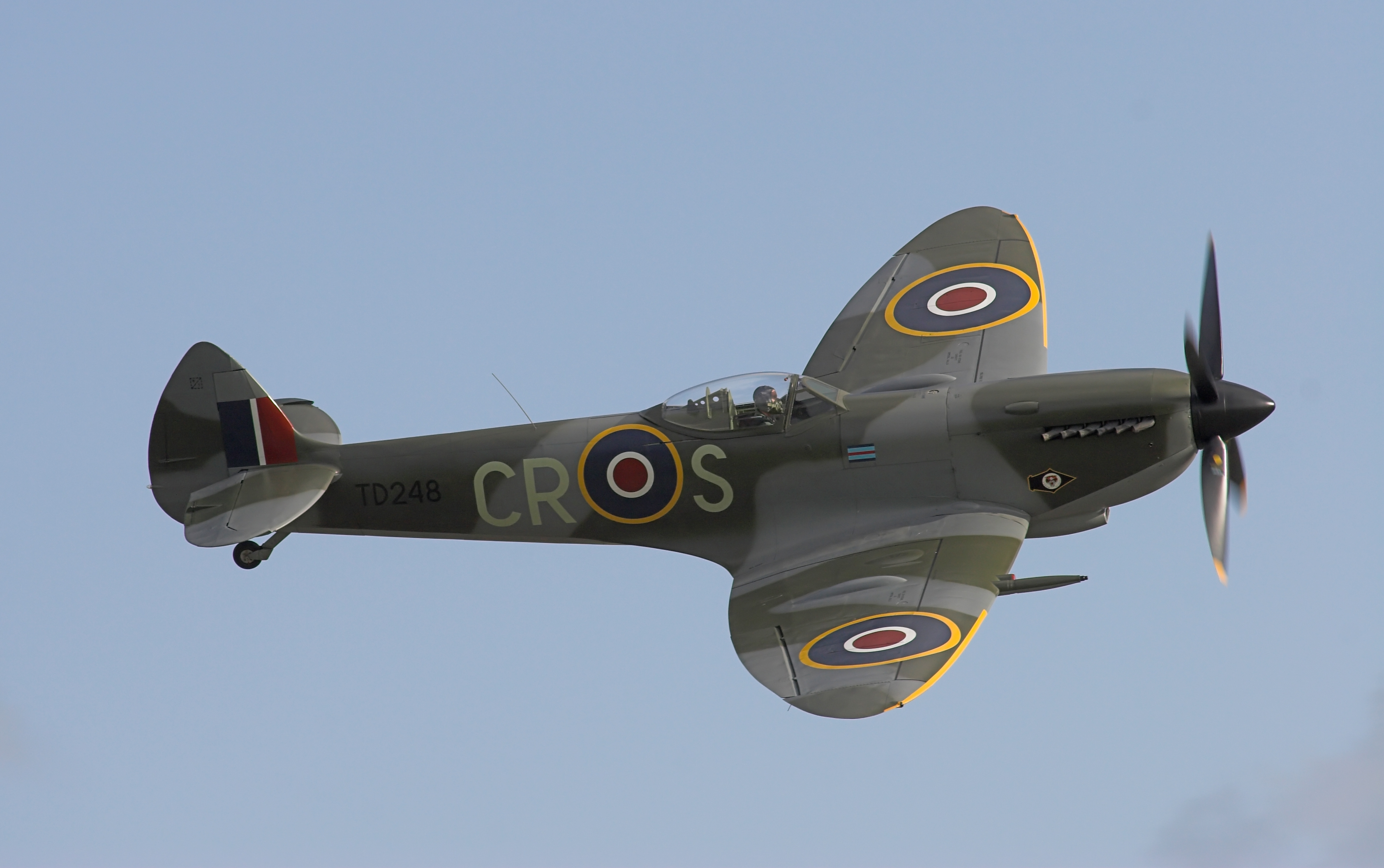
El Supermarine Spitfire de la RAF va tenir un paper vital en la victòria britànica durant la batalla d'Anglaterra.

#### Primera Guerra Mundial
Alemanya va ser el primer país a organitzar atacs aeris regulars contra la infraestructura enemiga amb la Luftstreitkräfte. Durant la Primera Guerra Mundial, va utilitzar els seus zeppelins per llançar bombes sobre les ciutats britàniques. En aquella època, Gran Bretanya sí que tenia avions, encara que els seus dirigibles eren menys avançats que els zeppelins i molt poques vegades s'utilitzaven per atacar; en canvi, normalment s'utilitzaven per espiar els submarins alemanys.
Aleshores, els avions d'ala fixa eren força primitius, podent assolir velocitats comparables a les dels automòbils moderns i muntant armes i equipaments mínims. Els serveis aeris encara eren en gran part una nova empresa, i les màquines relativament poc fiables i l'entrenament limitat van donar lloc a una esperança de vida estupendament baixa per als primers aviadors militars.

#### Segona Guerra Mundial

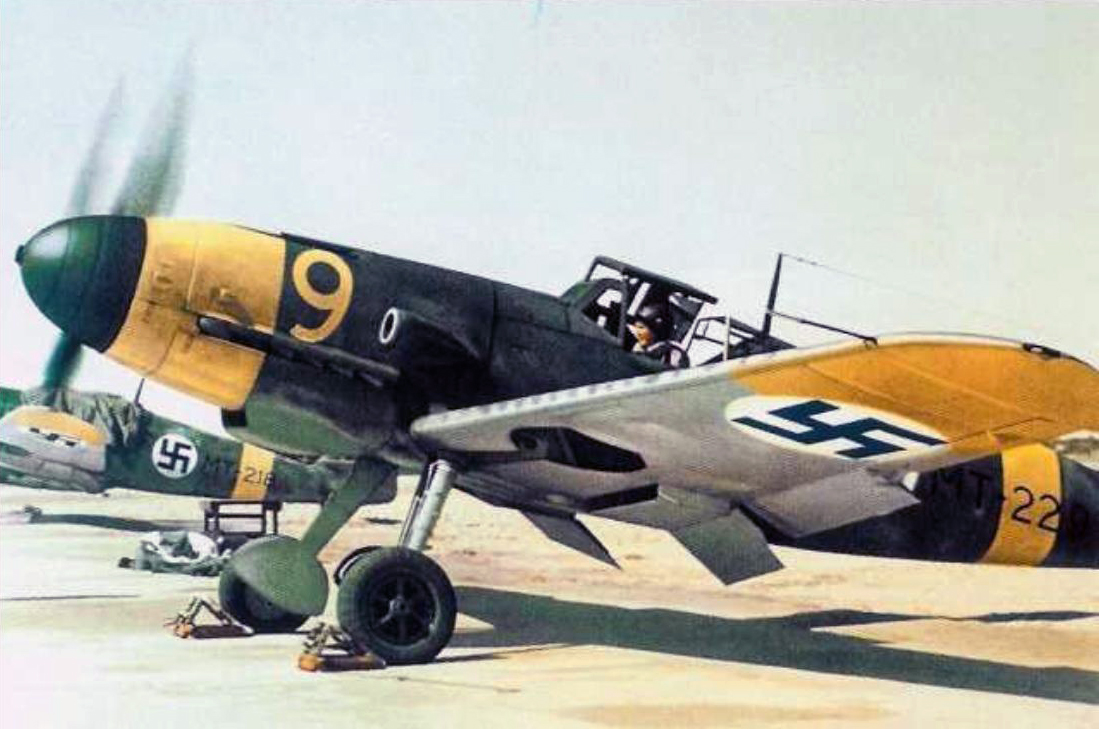
Avions finlandesos Messerschmitt Bf 109 G-2 de la Força Aèria Finlandesa durant la Guerra de Continuació

Quan va començar la Segona Guerra Mundial, els avions s'havien tornat molt més segurs, més ràpids i més fiables. Es van adoptar com a estàndard per bombardejar incursions i treure altres avions perquè eren molt més ràpids que els dirigibles. La Força Aèria militar més gran del món a l'inici de la Segona Guerra Mundial el 1939 era la Força Aèria Roja Soviètica, i encara que molt esgotada, organitzaria les operacions aèries més grans de la Segona Guerra Mundial durant els quatre anys de combat amb la Luftwaffe alemanya.

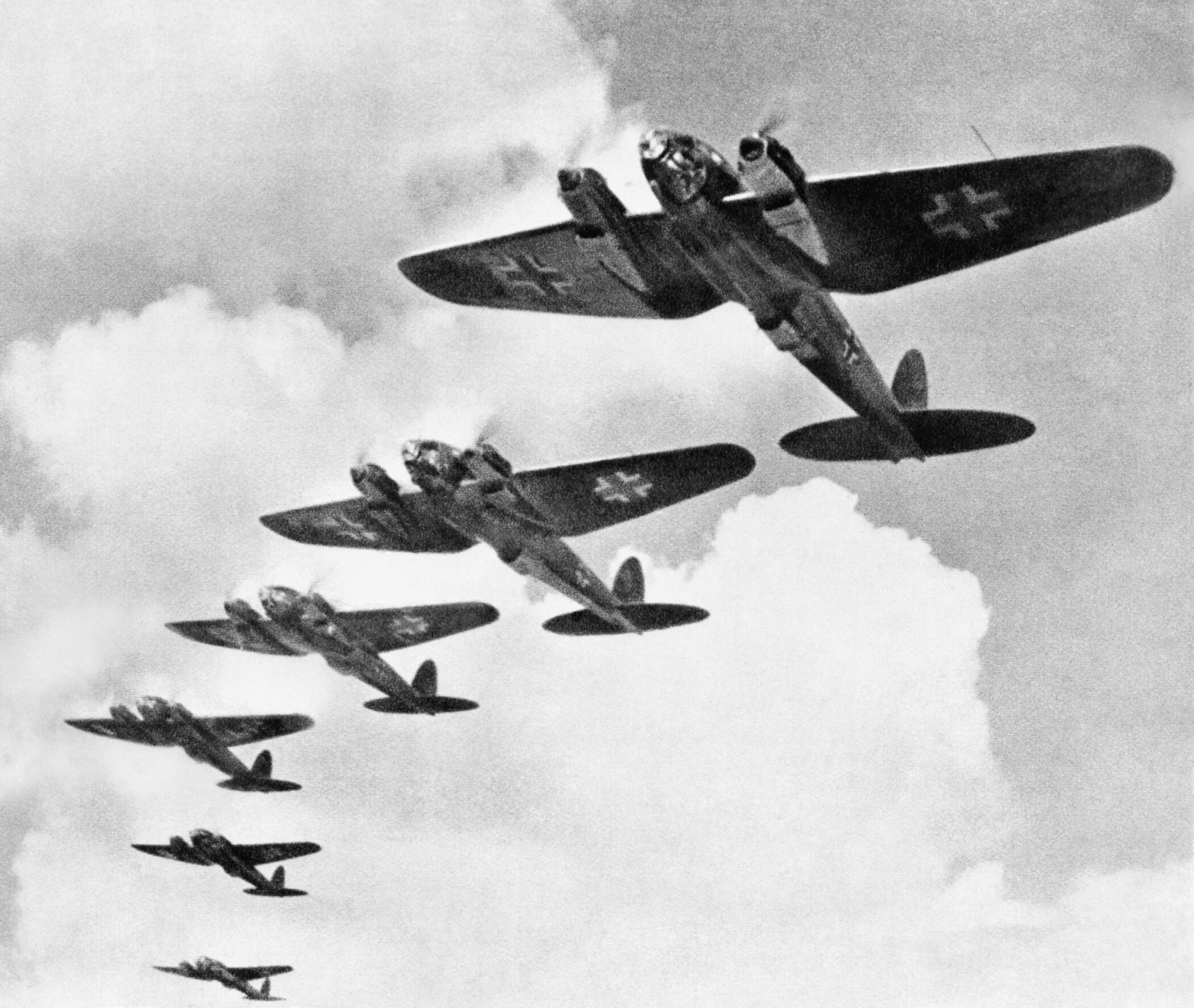
Bombarders alemanys Heinkel He 111 durant la batalla d'Anglaterra

Sens dubte, l'operació aèria més important de la guerra, coneguda com la batalla d'Anglaterra, va tenir lloc durant 1940 sobre Gran Bretanya i el Canal de la Mànega entre la Royal Air Force britànica i la Luftwaffe d'Alemanya durant un període de diversos mesos. Al final Gran Bretanya va sortir victoriosa, i això va fer que Adolf Hitler renunciés al seu pla d'envair Gran Bretanya. Altres operacions destacades de la força aèria durant la Segona Guerra Mundial inclouen el bombardeig aliat d'Alemanya durant 1942–1944, i les operacions de la Força Aèria Roja en suport d'ofensives terrestres estratègiques al front oriental. La guerra aèria al teatre de l'oceà Pacífic va tenir una importància estratègica comparable a la de la Batalla d'Anglaterra, però va ser realitzada en gran part pels serveis d'aviació naval dels Estats Units i el Japó i no per les forces aèries.

### Bombardeig estratègic

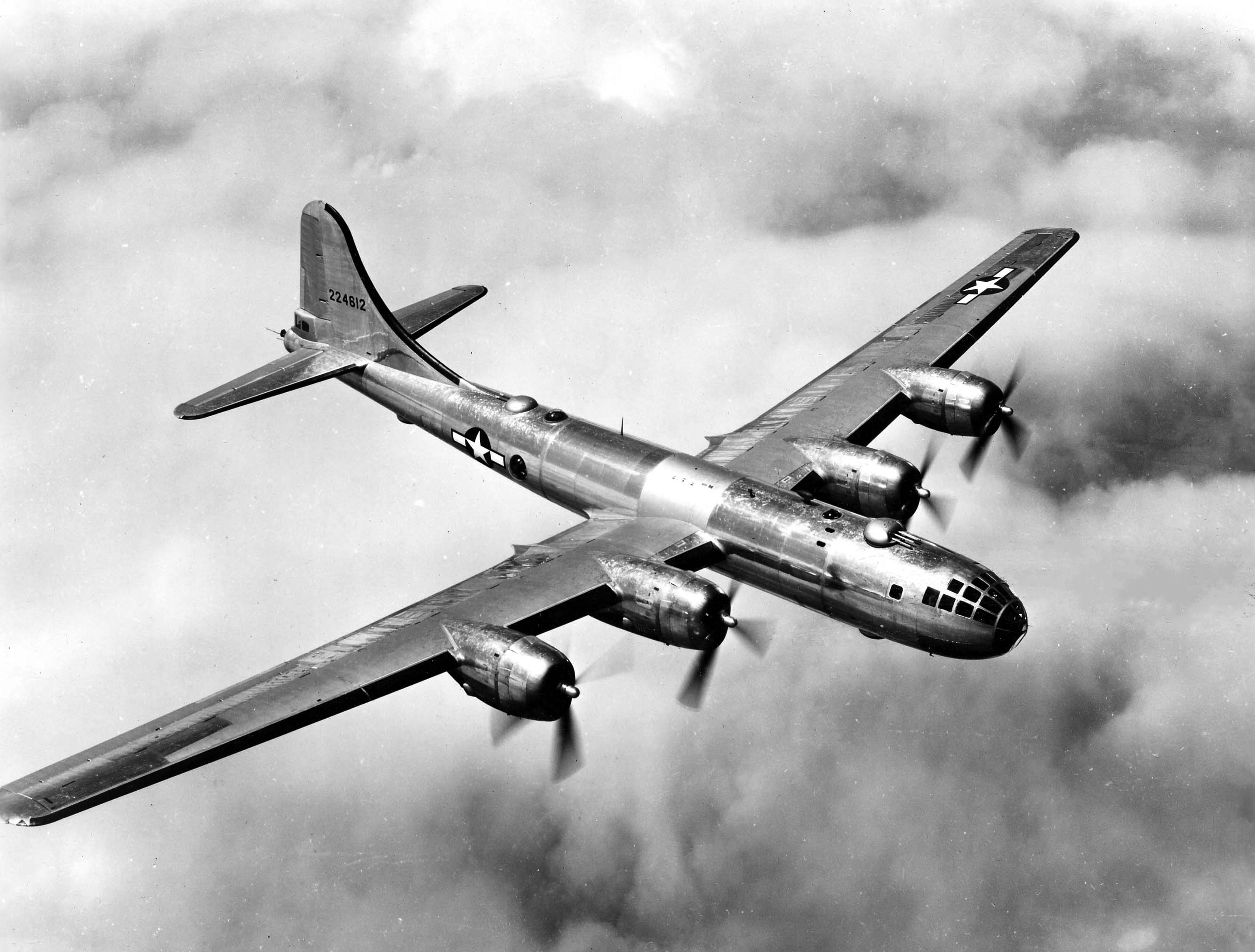
B-29 de la USAF en vol

El paper de la força aèria de bombardeig estratègic contra la infraestructura enemiga va ser desenvolupat durant la dècada de 1930 pels japonesos a la Xina i pels alemanys durant la Guerra Civil espanyola. Aquest paper del bombarder es va perfeccionar durant la Segona Guerra Mundial, durant les operacions aliades del "Thousand Bomber Raid". La necessitat d'interceptar aquests bombarders, tant de dia com de nit, va accelerar el desenvolupament dels avions de caça. La guerra va acabar quan els bombarders Boeing B-29 Superfortress de les Forces Aèries de l'exèrcit dels Estats Units van llançar bombes atòmiques sobre Hiroshima i Nagasaki al Japó l'agost de 1945.

### Post Segona Guerra Mundial
La Força Aèria dels Estats Units es va convertir en un servei independent el 1947. Quan va començar la Guerra Freda, tant la USAF com la Força Aèria Soviètica van crear les seves forces de bombarders estratègics amb capacitat nuclear. Diversos avenços tecnològics van ser àmpliament introduïts durant aquest temps: el motor de reacció; el míssil; l'helicòpter; i avituallament de combustible en vol.
El 1954 es va fundar la Força Aèria d'Autodefensa del Japó com a servei independent. Anteriorment, el Japó havia lliurat el seu servei d'aviació des de l'exèrcit i la marina.
Durant la dècada de 1960, el Canadà va fusionar la Royal Canadian Air Force amb l'exèrcit i la marina per formar les Forces canadenques unificades, amb actius aeris dividits entre diversos comandaments i un uniforme verd per a tothom. Això va resultar molt impopular, i el 1975 les unitats d' aviació canadenca es van reorganitzar sota una única organització (Comandament Aeri) amb un sol comandant. El 2011, el Comandament Aeri de les Forces Canadenques va tornar al seu nom anterior a la dècada de 1960, la Reial Força Aèria del Canadà.

## Organització
Les estructures organitzatives de les forces aèries varien entre les nacions: algunes forces aèries (com la Força Aèria dels Estats Units, la Royal Air Force) es divideixen en comandaments, grups i esquadrons; d'altres (com la Força Aèria Soviètica) tenen una estructura organitzativa a l'estil de l'exèrcit. La moderna Reial Força Aèria Canadenca utilitza la Divisió Aèria com a formació entre les ales i tot el comandament aeri. Igual que la RAF, les ales canadenques consisteixen en esquadrons. En el cas de la Xina, la seu de la Força Aèria consta de quatre departaments: Comandament, Política, Logística i Equipament, que reflecteixen els quatre departaments generals de l'Exèrcit Popular d'Alliberament. Per sota de la seu, les Forces Aèries de la Regió Militar (MRAF) dirigeixen les divisions (caça, atac, bombarder), que al seu torn dirigeixen regiments i esquadrons.
| Símbol de l'OTAN (per a la comparació de l'exèrcit) | Nom de la unitat (USAF/RAF/Altres)                                                | Nº de personal          | Nº d'avions         | Nombre d'unitats subordinades (USAF/RAF)         | Oficial al comandament (USAF/RAF)     |
| --------------------------------------------------- | --------------------------------------------------------------------------------- | ----------------------- | ------------------- | ------------------------------------------------ | ------------------------------------- |
|                                                     | Combatant Commando força aèria nacional                                           | Tota la força aèria     | Tota la força aèria | Tots els comandaments                            | GAF / MRAF o Air Chf Mshl             |
|                                                     | Major Command/Comandament o Força Aèria Tàctica / Força Aèria Russa               | Varia                   | Varia               | Varia per regió o tasca                          | Gen/Air Chf Mshl o Air Mshl           |
|                                                     | Força Aèria Numerada /La RAF no té equivalent                                     | Varia per regió o deure | Variea              | 2+ Ales/Grups                                    | Maj-Gen o Lt-Gen / N/A                |
|                                                     | Major Command/Comandament o Força Aèria Tàctica / Força Aèria Russa               | Varia                   | Varia               | Varia per regió o tasca                          | Gen/Air Chf Mshl o Air Mshl           |
|                                                     | Força Aèria Numerada /La RAF no té equivalent                                     | Varia per regió o deure | Variea              | 2+ Ales/Grups                                    | Maj-Gen o Lt-Gen / N/A                |
|                                                     | Sense equivalent a la USAF/Sense equivalent a la RAF /Divisió aèria               | Varia per regió o deure | Varia               | 2+ Ales / Grups                                  | Maj-Gen o Div-Gen                     |
|                                                     | Ala/Grup (inc. EAGs) /Brigada aèria russa/Brigada aèria                           | 1,000–5,000             | 48–100              | 2+ Grups/Ales                                    | Brig-Gen/AVM o Air Cdre               |
|                                                     | Grup/Ala (inc. EAWs) o Estation /Regiment rus d'aviació                           | 300–1,000               | 17–48               | 3–4 Equadrons/3–10 Esquadrilles                  | Col/Gp Capt o Wg Cdr                  |
|                                                     | Esquadró                                                                          | 100–300                 | 7–16                | 3–4 Esquadrilles                                 | Lt. Col. o Maj./Wg Cdr o Sqn Ldr      |
|                                                     | Sense equivalent a la USAF /Sense equivalent a la RAF / staffel alemany o escalan | 40–160                  | 6-12                | 1-2 Esquadrilles + equip de suport i manteniment | Capt o Capità d'Estat Major           |
|                                                     | Esquadrilla                                                                       | 20–100                  | 4–6                 | 2 Seccions + equip de suport i manteniment       | Capt/Sqn Ldr o Flt Lt                 |
|                                                     | Element o Secció                                                                  | 5–20                    | n/a–2               | n/a                                              | Oficial Júnior o Sotsoficial Superior |
|                                                     | Detall                                                                            | 2–4                     | n/a                 | n/a                                              | Sotsoficial                           |

## Infanteria

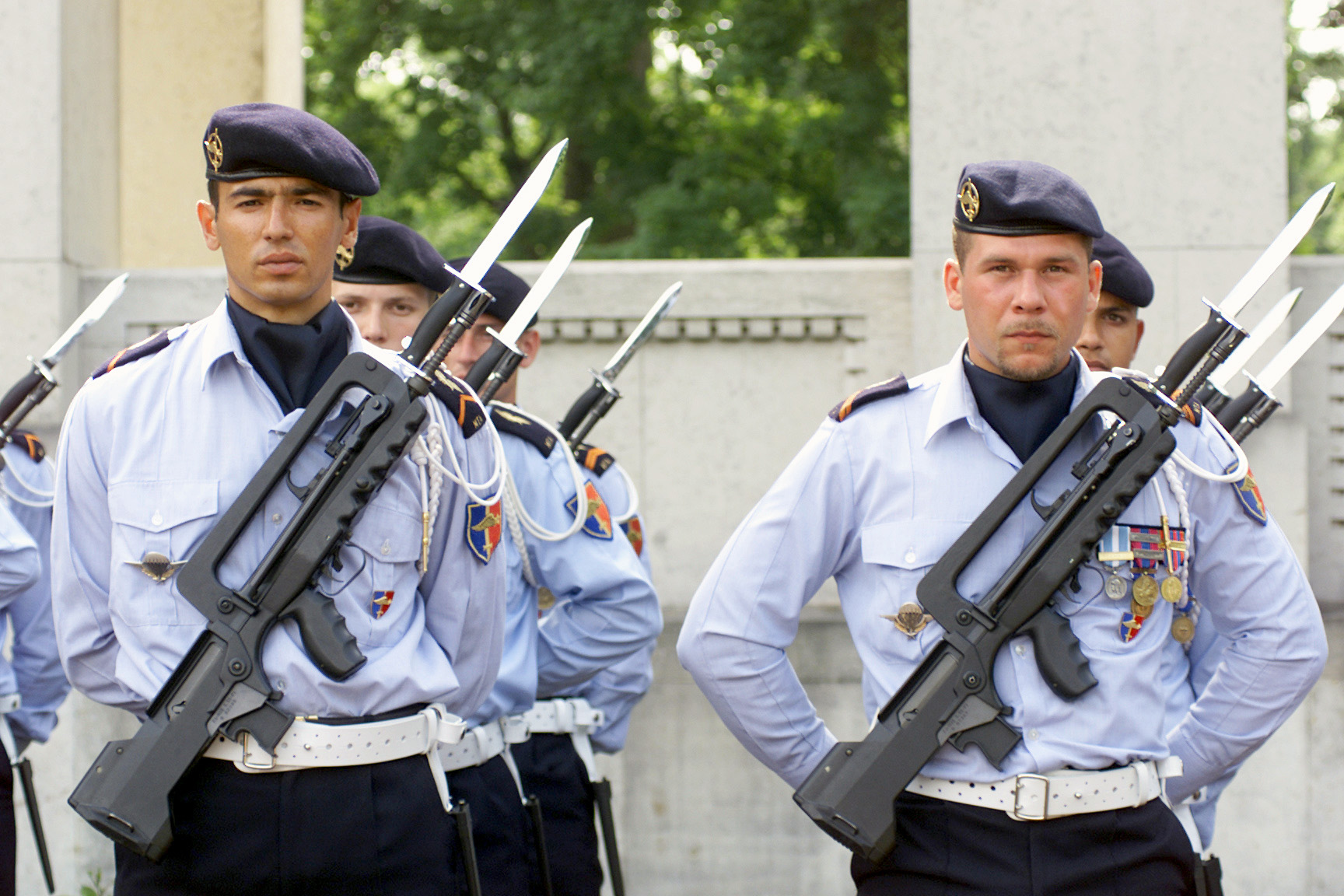
Membres dels Fusiliers Commandos de l'Air, la unitat d'infanteria de la Força Aèria francesa

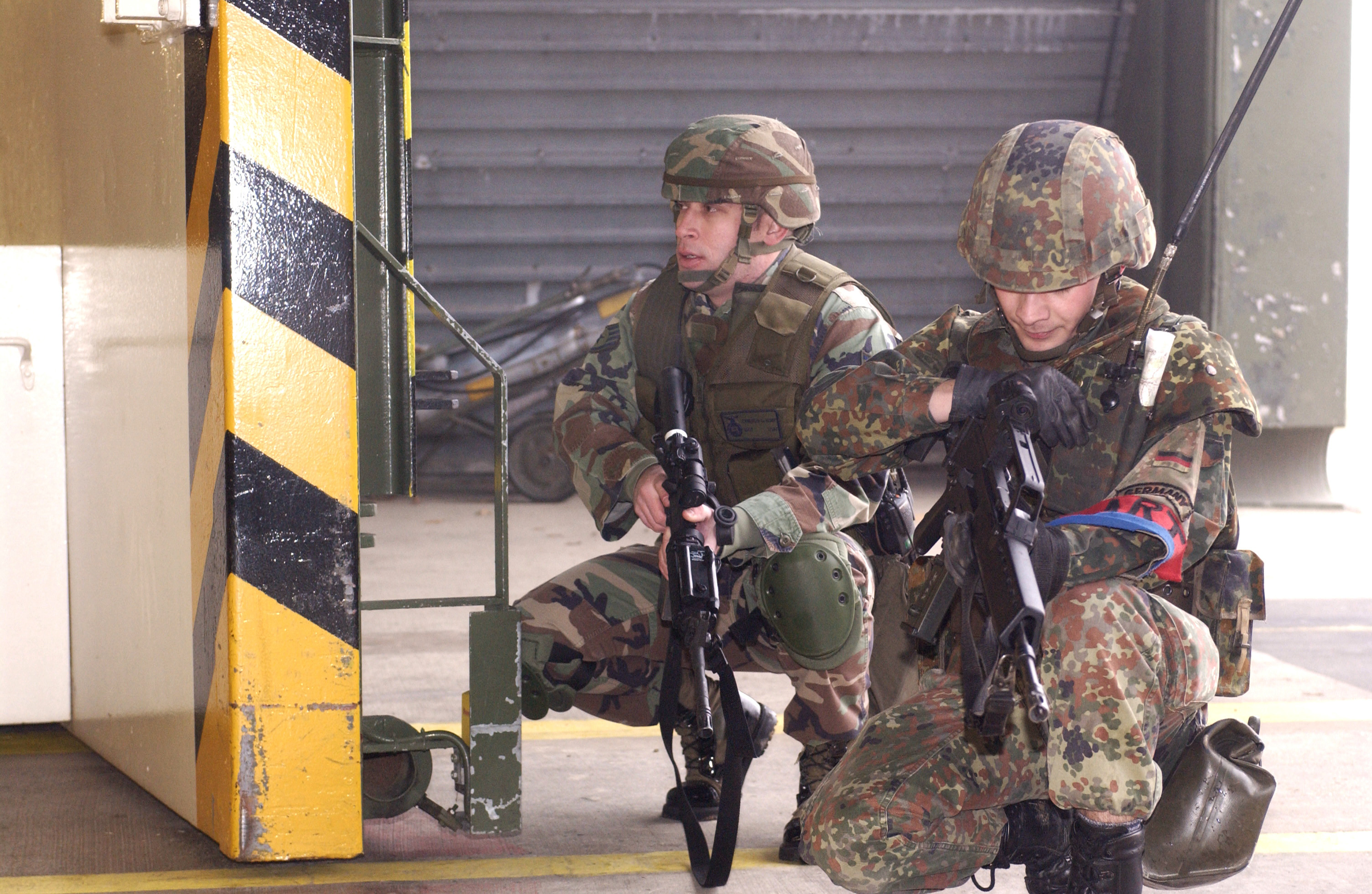
Un aviador del Regiment de la Força Aèria alemanya (dreta) juntament amb un especialista de les forces de seguretat nord-americanes durant un exercici antiterrorista a la base aèria de Büchel, Alemanya, el 2007.

L'assalt aeri i la infanteria aerotransportada, com el Regiment de la Reial Força Aèria, la Guàrdia de Defensa de l'Aeròdrom de la Força Aèria Reial d'Austràlia, les Forces de Seguretat RNZAF i les Forces de Seguretat de la Força Aèria dels Estats Units, s'utilitzen principalment per a la defensa terrestre de bases aèries i altres instal·lacions de la força aèria. També tenen altres funcions especialitzades, com ara la defensa química, biològica, radiològica i nuclear (CBRN), operacions ofensives en defensa dels actius de la força aèria i la formació d'altres personals de la força aèria en tàctiques bàsiques de defensa terrestre.

## Forces especials

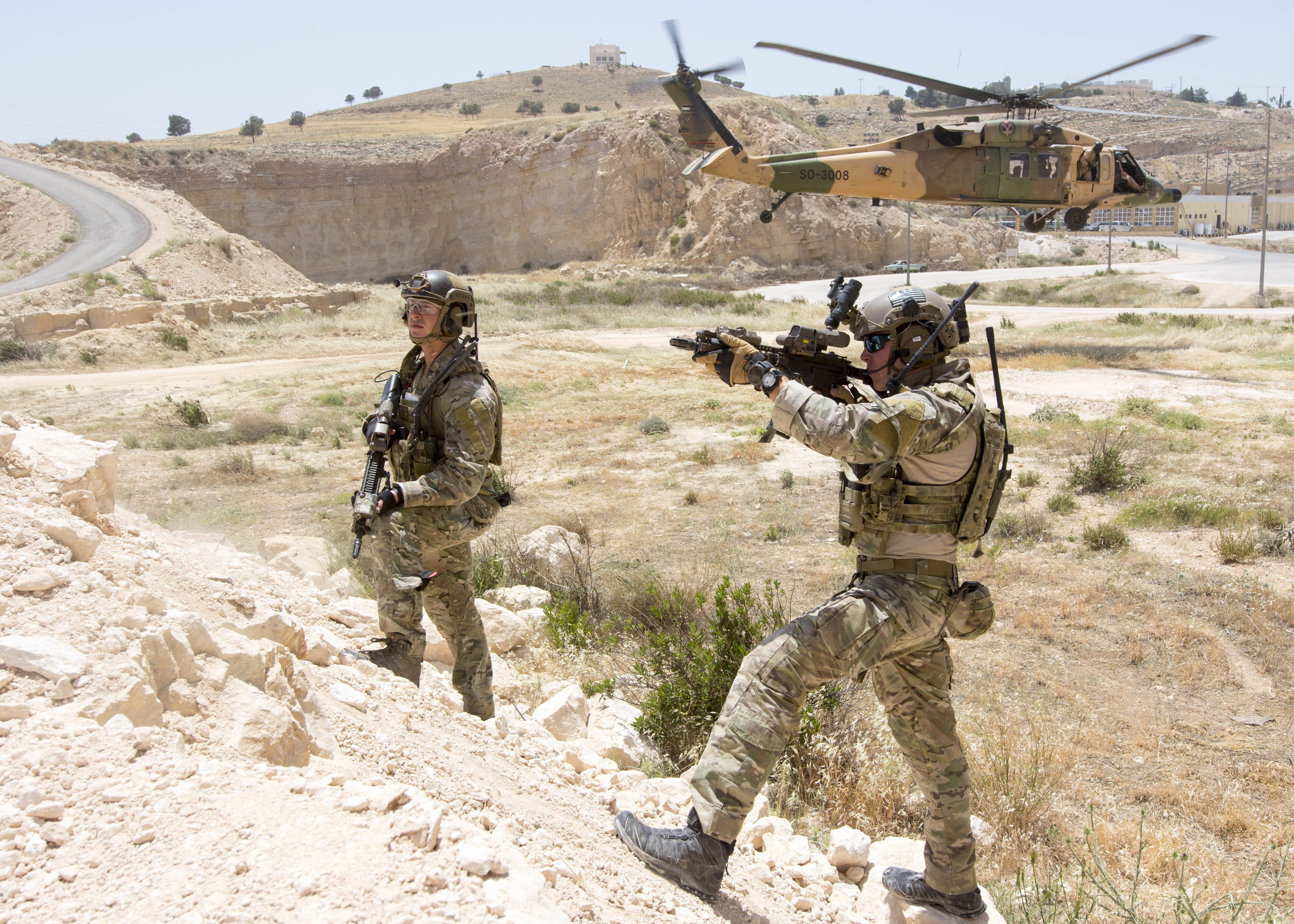
Entrenament de comandaments de tàctiques especials de la Força Aèria dels EUA a Jordània

Les Forces Especials de la Força Aèria, com ara les Tàctiques Especials de la Força Aèria dels EUA, el Para-SAR brasiler, la Força de Comandos Garud de l'Índia i l'ala del Servei Especial del Pakistan, s'utilitzen en una varietat de funcions, com ara recerca i rescat de combat, reconeixement especial, acció directa, contrainsurgència, operacions d'intel·ligència, i servint com a controladors d'atac terminal conjunts units a forces terrestres i d'operacions especials .